# Dublerzy
Dublerzy is een Poolse komedie-misdaadfilm uit 2006, geregisseerd door Marcin Ziębiński.

## Verhaal
Door stom toeval raken de sukkelige leraar Leon en de macho politieagent Max met elkaar opgescheept, als ze per ongeluk verzeild raken in een oorlog tussen een Special Forces Team en de Siciliaanse maffiafamilie Gambini. De enige uitweg die ze kunnen bedenken, is veranderen van identiteit. Echter denkt iedereen nu dat ze een professioneel huurmoordenaarsteam zijn.

## Rolverdeling
| Acteur                 | Personage           |
| ---------------------- | ------------------- |
| Andrzej Grabowski      | Leon May            |
| Robert Gonera          | Max Wrona           |
| Zbigniew Zamachowski   | Stanisław Góraj     |
| Katarzyna Szczot       | Maria Corazzi       |
| Marek Perepeczko       | Don Corazzi         |
| Bronisław Wrocławski   | Luciano Gambini     |
| Krystyna Feldman       | Babka Gambini       |
| Magdalena Czerwińska   | Sophia Gambini      |
| Konrad Imiela          | Antonio Gambini     |
| Felice Amatuli         | Agente Felice Rossi |
| Krzysztof Kowalewski   | Agent Zadyma        |
| Tadeusz Huk            | Agent Berkowitz     |
| Krzysztof Kiersznowski | Agent Konarski      |
| Magdalena Rembacz      | Dokter Anna         |
| Mirosław Zbrojewicz    | Wiesiek             |
| Maria Pakulnis         | Braun               |